# Babe (chanson de Take That)
Pour les articles homonymes, voir Babe (homonymie).
Singles de Take That
Relight My Fire
(1993) Everything Changes
(1994)
Clip vidéo
[vidéo] « Babe », sur YouTube
Babe est une chanson du boys band anglais Take That extraite de leur deuxième album studio, intitulé Everything Changes et sorti (au Royaume-Uni) le 11 octobre 1993.
Le 6 décembre 1993, huit semaines après la sortie de l'album, la chanson a été publiée en single. C'était le quatrième single tiré de cet album.
Le single a débuté à la 1re place du hit-parade britannique (pour la semaine du 12 au 18 décembre 1993) et a ensuite passé trois semaines à la 2e place.